# 순창 옹씨
순창 옹씨(淳昌邕氏), 또는 옥천 옹씨(玉川 邕氏)는 전북특별자치도 순창군을 본관으로 하는 한국의 성씨이다. 
시조 옹희태(邕羲泰)는 고려시대에 병부상서(兵部尙書)를 지냈다. 중시조 옹은(邕誾)의 증손자 옹몽진(邕夢辰)이 1553년(조선 명종 8년) 문과에 급제하여 음성현감을 역임하고 충청도사, 형조좌랑, 예조좌랑, 병조정랑을 거쳐 가선대부동지중추부사(嘉善大夫同知中樞府使)에 이르렀다.

## 역사
『옥천옹씨세보(玉川邕氏世』에 따르면 옹씨는 삼한시대부터 있었던 성씨로서 고려 건국에 공을 세워 여러 대에 걸쳐 높은 관직과 훈작으로 영화를 누리던 명문이었다고 한다.
시조 옹희태(邕羲泰)는 고려시대에 병부상서(兵部尙書)를 지냈다.
옹경성(邕慶星), 옹의성(邕義星), 옹명정(邕命廷) 등 고려 조에 벼슬을 지낸 옹(邕)씨의 조상들이 조선의 개국 때에 이성계의 역성혁명으로 왕권이 바뀌면서 두 임금을 섬길 수 없다며 은둔하거나 성을 감추고 있다가 초산(지금의 전라북도 정읍시)으로 유배되었다가 다시 순창의 향리로 강속되었다고 한다. 이러한 가운데 가승과 종적이 실전되었다고 한다.
옹태운의 아들인 옹몽진(邕夢辰)이 1553년(명종 8년) 별시 문과에 병과로 급제하여 음성현감을 역임하고 충청도사, 형조좌랑, 예조좌랑, 병조정랑을 거쳐 가선대부동지중추부사(嘉善大夫同知中樞府使)에 이르러 집안을 다시 세우면서 옹몽진의 증조부인 옹은(邕誾)을 1세로 하고 있다.
순창 옹씨는 조선시대 과거 급제자 6명을 배출하였다.

## 본관
옥천(玉川)은 순창(淳昌)의 별칭이다. 순창(淳昌)은 전라북도 남부에 위치하는 지명이다. 원래 백제의 도실군(道實郡)인데, 757년(신라 경덕왕 16) 순화군(淳化郡)으로 고쳤고, 940년(고려 태종 23) 순창(淳昌)으로 이름을 고쳐 오늘날까지 이어지고 있다. 1018년(현종 9) 남원의 속현으로 병합되었다가 1175년(명종 5) 감무를 설치함으로써 독립하였다. 1314년(충숙왕 1)에 순창군으로 승격되어 조선시대에도 이어졌다. 《세종실록지리지》에 전라도 남원도호부 순창군의 토성(土姓)으로 설(薛)·염(廉)·임(林)·조(趙)·옹(邕) 5성이 기록되어 있다. 1896년 전라북도 순창군이 되었다.

## 인물

### 고려
- 옹경성(邕慶星) : 고려 말의 인물로 벼슬이 이부상서(吏部尙書)에 이르렀는데, 국운이 날로 기울어짐을 개탄하고 귀거래사(歸去來辭)를 지었다.
- 옹의성(邕義星) : 고려 말에 벼슬하여 도통(都統)·승선(承宣) 등을 역임하고 치안(治安)에 관한 15조를 지어 올렸다.
- 옹명정(邕命廷) : 고려 때 병부 상서(兵部尙書)를 지냈다.
- 옹희태(邕羲泰) : 비조, 옹은의 아버지, 고려 말 병부상서.

### 조선
- 옹몽진(邕夢辰) : 자는 응룡(應龍)·응기(應祈). 아버지는 옹태운(邕太雲)이다. 1553년(명종 8) 별시 문과에 병과로 급제하고, 1556년 중시문과에 을과로 급제하여 판관에 이르렀다. 1567년 음성현감으로서 정치를 잘하여 백성의 오랜 폐단을 제거하여 칭송을 받았다. 일찍이 문장가로서 당대에 이름이 높았다.

- 옹은필(邕殷弼) : 자는 몽득(夢得). 순창 출신. 조선 중종 35년(1540년) 식년시(式年試) 3등으로 생원시에 합격하였다. 아버지는 계공랑(啓功郞: 종7품 문관) 옹처겸(邕處謙)이다.[6]

- 옹수흠(邕守欽, 1531년생) : 자는 여일(汝一). 조선 명종 13년(1558년) 식년시(式年試) 2등으로 진사시에 합격하였다. 아버지는 돈용교위(敦勇校尉: 정6품 무관) 옹세결(邕世潔)이고, 동생은 옹수경(邕守敬), 옹수공(邕守恭)이다.

- 옹경우(邕景祐, 1566년생)  : 자는 영숙(永叔). 조선 인조 2년(1624년) 식년시(式年試) 2등으로 생원시에 합격하였다. 아버지는 옹달선(邕達善), 동생은 옹경지(邕景祉)이다.[7]

- 옹경신(邕景信) : 조선 인조 2년(1624년) 때 이괄의 난을 평정하는 데 공을 세워 진무원종공신(振武原從功臣)에 훈록되고, 1636년(인조14) 병자호란(丙子胡亂) 때 군공을 세워 훈련원 판관(訓鍊院判官)에 제수되었다. 만년에 효행(孝行)으로 가선대부(嘉善大夫)의 직첩을 받았다.

- 옹희익(邕熙益, 1631년생) : 병절교위(秉節校尉) 옹경신(邕景信)의 아들. 자는 겸중(謙仲). 순창 출신. 조선 효종 2년(1651년) 별시(別試) 무과에 병과(丙科)로 급제하였다.[8] 동생은 옹희윤(邕熙允)이다.

- 옹기풍(邕基豊) : 학문이 뛰어나 동몽교관에 증직되었다.

- 옹택규(邕宅奎) : 자(字)는 처안(處安), 호(號)는 우연(又蓮). 조선조(朝鮮朝)에 문장(文章)과 시문(詩文)으로 이름을 떨쳤다. 일찍이 감영(監營)의 희현당(希賢堂)에 가서 감사(監司) 이병문(李炳文)과 시(詩)를 차수(唱酬)하였는데, 감사(監司)가 "청연(靑蓮)이 다시 세상에 태어났다."는 뜻으로 우연(又蓮)이라고 호(號)를 지어 주었다. 1885년(조선 고종 22년) 부름을 받아 용양위 부사용(龍쵃衛副司勇)에 기용되고 이어 선략장군행용양위부사과(宣略將軍行龍衛副司果)에 승진되었다.[9]

- 옹봉규(邕奉奎) : 중추원 의관

- 옹승규(邕勝奎) : 관찰부 주사

### 일제강점기
- 옹권삼(雍權三, 1892년 ~ 1988년) : 독립운동가. 1909년 전라북도 순창군에서 양윤숙(楊允淑) 의진에 의류와 음식 등 군량을 공급하고, 가족과의 서신을 전달해주는 등 활동을 하였으며, 동년 10월 20일(음력)에는 직접 전북 순창군내에서 군자금 2백냥을 서성재(徐成在)로부터 거두다가 일경에게 피체되었다. 1910년 1월 7일 광주지방재판소 전주지부에서 징역 7년형을 언도받고 옥고를 치르다가, 1912년 징역 2년 8월로 감형되어 출옥하였다. 정부에서는 고인의 공훈을 기리어 1992년에 건국훈장 애족장을 추서하였다.[10]

- 옹태룡(邕太龍, 1892년 ~ 1988년, 전북 순창) : 독립운동가. 1909년 2월 12일 최산흥(崔山興) 의진에 입진하여 다른 10여명의 의병들과 함께, 전북 순창군 목과면(木果面) 방축동 동장 김석중(金錫仲)으로부터 군자금 1백냥을 거둬들이는 등 공훈을 세우며 활동하다가 일경에게 피체되었다. 1910년 4월 6일 광주지방재판소 전주지부에서 소위 강도로 몰려 징역 3년형을 언도받고 옥고를 치렀다. 정부에서는 옹태룡의 공훈을 기리어 1992년에 건국훈장 애족장을 추서하였다.[11]

### 대한민국
- 옹경일(邕敬壹, 1972년 ~ ) : 한국 무용가. Ong Dance Company 대표. 세종대학교 강사, 서울예술고등학교 강사.
- 옹동균(邕東均, 1991년 ~ ) : 축구 선수
- 옹성우(邕聖祐, 1995년 ~ ) : 가수, 배우
- 옹상수(  ~ 2014년) : 한국 예술가, KBS 방송국 PD

## 항렬자
| 15世   | 16世   | 17世   | 18世   | 19世   | 20世   | 21世   | 22世   | 23世   | 24世   | 25世   |
| ------ | ------ | ------ | ------ | ------ | ------ | ------ | ------ | ------ | ------ | ------ |
| 규(奎) | 종(鍾) | 원(源) | 상(相) | 환(煥) | 재(在) | 현(鉉) | 태(泰) | 근(根) | 병(炳) | 균(均) |

## 인구
대한민국 통계청 인구조사에서 옹(邕)씨는 2000년에 772명, 2015년에는 837명으로 조사되었다. 옥천 옹씨(玉川 邕氏)는 보수적인 순혈 양반가문이며 한국의 귀족(貴族)가문이다.
- 2000년 옥천 옹씨 120가구 407명 + 순창 옹씨 105가구 353명 = 760명
- 2015년 옥천 옹씨 303명 + 순창 옹씨 464명 = 767명

## 분관
옹(邕)씨와 한자 표기가 다른 옹(雍)씨는 2015년 기준 130명이 있다. 옹(雍)씨는 1930년 국세조사 때 처음 나타난 성씨로 경상남도 창원군 능남면 안민리에 8가구가 있었다. 당시 옹도식(雍道植)에 의하면 그의 조상이 2백여 년 전 순창(淳昌)에서 이주해 왔다고 하는데 조사 결과 순창 옹씨(淳昌邕氏)의 오기(誤記)로 밝혀졌다. 파평 옹씨(坡平 雍氏)는 1960년에는 50명, 2000년에는 135명, 2015년에는 128명이 있는 것으로 조사되었다.

## 집성촌
- 전북특별자치도 순창군
- 전북특별자치도 정읍시
- 강원특별자치도 철원군